# Сальвиниевые
Сальвиниевые (лат. Salviniaceae) — семейство папоротников порядка Сальвиниевые (Salviniales).

## Ботаническое описание
Представители этого семейства травянистые растения небольших размеров. Листья простые, яйцевидно-эллиптические или чешуевидные. Стебли почти незаметные. Все растения этого семейства спороносящие.
Произрастают на поверхности воды.

## Таксономия
Семейство Сальвиниевые включает 2 рода:
- Azolla Lam. — Азолла
- Salvinia Ség. — Сальвинияtypus